# Neottia meifongensis
Neottia meifongensis là một loài thực vật có hoa trong họ Lan. Loài này được (H.J. Su & C.Y. Hu) T.C. Hsu & S.W. Chung mô tả khoa học đầu tiên.